# Krivodol (Trilj)
Krivodol falu Horvátországban Split-Dalmácia megyében. Közigazgatásilag Triljhez tartozik.

## Fekvése
Splittől légvonalban 33, közúton 51 km-re északkeletre, Sinjtől légvonalban 15, közúton 22 km-re délkeletre, községközpontjától 10 km-re északkeletre a dalmát Zagora területén, a Sinj mező keleti szélén, a Kamešnica-hegység délnyugati lábánál levő völgyben fekszik.

## Története
Neve kanyargós völgyet jelent, mely hűen tükrözi a település fekvését. Területe 1686-ban Trilj környékével együtt szabadult fel a török uralom alól, de a karlócai béke ismét török kézen hagyta. Végleges felszabadulása csak az újabb velencei-török háborút lezáró pozsareváci békét követően 1718-ban történt meg, mely az új határt a Kamešnica-hegységnél húzta meg. A velencei uralom első éveiben telepítették be Hercegovinából érkezett keresztény lakossággal. A velencei uralomnak 1797-ben vége szakadt és osztrák csapatok vonultak be Dalmáciába. 1806-ban az osztrákokat legyőző franciák uralma alá került, de Napóleon lipcsei veresége után 1813-ban újra az osztrákoké lett. 1857-ben 164, 1910-ben 368 lakosa volt. 1918-ban az új szerb-horvát-szlovén állam, majd később Jugoszlávia része lett. A második világháború idején a Független Horvát Állam része lett, de lakói közül sokan vettek részt a partizánharcokban. 1944. március 28-án a német megszállók bosszúból a falu és környéke 148 összefogdosott lakosát végezték ki itt. A háború alatti megtorlásoknak összesen 1500 a Kamešnica alján fekvő falvakból származó lakos esett áldozatául. A háború után a szocialista Jugoszláviához került. Az 1960-as évektől lakossága tömegesen vándorolt ki, a megmaradt idős emberek pedig idővel kihaltak. 1991 óta a független Horvátországhoz tartozik. 2011-ben a településnek mindössze 2 állandó lakosa volt, akik a grabi plébániához tartoztak.

## Lakosság
| Lakosság változása | Lakosság változása | Lakosság változása | Lakosság változása | Lakosság változása | Lakosság változása | Lakosság változása | Lakosság változása | Lakosság változása | Lakosság változása | Lakosság változása | Lakosság változása | Lakosság változása | Lakosság változása | Lakosság változása | Lakosság változása |
| ------------------ | ------------------ | ------------------ | ------------------ | ------------------ | ------------------ | ------------------ | ------------------ | ------------------ | ------------------ | ------------------ | ------------------ | ------------------ | ------------------ | ------------------ | ------------------ |
| 1857               | 1869               | 1880               | 1890               | 1900               | 1910               | 1921               | 1931               | 1948               | 1953               | 1961               | 1971               | 1981               | 1991               | 2001               | 2011               |
| 164                | 0                  | 210                | 201                | 215                | 368                | 0                  | 295                | 226                | 226                | 221                | 147                | 31                 | 11                 | 6                  | 2                  |